# Bom Jesus do Amparo
Pour les articles homonymes, voir Bom Jesus et Amparo.
Bom Jesus do Amparo est une municipalité brésilienne de l'État du Minas Gerais et la Microrégion d'Ipatinga.